# Argentina i olympiska sommarspelen 2016
Argentina deltog med 213 deltagare vid de olympiska sommarspelen 2016 i Rio de Janeiro. Totalt tog truppen fyra medaljer varav tre guld.

## Medaljörer
| Medalj | Namn | Sport      | Gren                | Datum           |
| ------ | --- | ---------- | ------------------- | --------------- |
| Guld   | Paula Pareto | Judo       | Damernas -48 kg     | 6 augusti 2016  |
| Guld   | Santiago Lange Cecilia Carranza Saroli | Segling    | Nacra 17            | 16 augusti 2016 |
| Guld   | Argentinas herrlandslag i landhockey Juan Manuel Vivaldi Gonzalo Peillat Juan Ignacio Gilardi Facundo Callioni Lucas Rey Matías Paredes Joaquín Menini Lucas Vila Ignacio Ortiz Juan Martín López Juan Manuel Saladino Matías Rey Manuel Brunet Agustín Mazzilli Lucas Rossi Pedro Ibarra | Landhockey | Herrarnas turnering | 18 augusti 2016 |
| Silver | Juan Martín del Potro | Tennis     | Herrsingel          | 14 augusti 2016 |

## Boxning
| Boxare            | Gren          | Omgång 1               | Omgång 2             | Kvartsfinal             | Semifinal            | Final                | Final            |
| Boxare            | Gren          | Motståndare Resultat   | Motståndare Resultat | Motståndare Resultat    | Motståndare Resultat | Motståndare Resultat | Placering        |
| ----------------- | ------------- | ---------------------- | -------------------- | ----------------------- | -------------------- | -------------------- | ---------------- |
| Leandro Blanc     | Lätt flugvikt | Velázquez (MEX) L 0–3  | Gick inte vidare     | Gick inte vidare        | Gick inte vidare     | Gick inte vidare     | Gick inte vidare |
| Fernando Martínez | Flugvikt      | Asenov (BUL) L 1–2     | Gick inte vidare     | Gick inte vidare        | Gick inte vidare     | Gick inte vidare     | Gick inte vidare |
| Alberto Melián    | Bantamvikt    | Omar (GHA) W 3–0       | Mhamdi (TUN) W 3–0   | Ahmadaliyev (UZB) L TKO | Gick inte vidare     | Gick inte vidare     | Gick inte vidare |
| Ignacio Perrín    | Lättvikt      | Ruenroeng (THA) L 0–3  | Gick inte vidare     | Gick inte vidare        | Gick inte vidare     | Gick inte vidare     | Gick inte vidare |
| Alberto Palmetta  | Weltervikt    | Tüvshinbat (MGL) L 0–3 | Gick inte vidare     | Gick inte vidare        | Gick inte vidare     | Gick inte vidare     | Gick inte vidare |
| Yamil Peralta     | Tungvikt      | Bye                    | Graf (GER) W 2–1     | Savón (CUB) L 0–3       | Gick inte vidare     | Gick inte vidare     | Gick inte vidare |

## Brottning
Förkortningar:
- VT – Vinst genom fall.
- PP – Beslut efter poäng – förloraren fick tekniska poäng.
- PO – Beslut efter poäng – förloraren fick inte tekniska poäng.
- ST – Teknisk överlägsenhet – förloraren utan tekniska poäng och en marginal med minst 8 (grekisk-romersk stil) eller 10 (fristil) poäng.

Damer, fristil
| Brottare          | Gren           | Kvalomgång           | Omgång 1               | Kvartsfinal          | Semifinal            | Återkval 1           | Återkval 2               | Final / BM             | Final / BM |
| Brottare          | Gren           | Motståndare Resultat | Motståndare Resultat   | Motståndare Resultat | Motståndare Resultat | Motståndare Resultat | Motståndare Resultat     | Motståndare Resultat   | Placering  |
| ----------------- | -------------- | -------------------- | ---------------------- | -------------------- | -------------------- | -------------------- | ------------------------ | ---------------------- | ---------- |
| Patricia Bermúdez | Flugvikt -48kg | Bye                  | Stadnik (AZE) L 0–4 ST | Gick inte vidare     | Gick inte vidare     | Bye                  | Matkowska (POL) W 3–1 PP | Yankova (BUL) L 1–3 PP | 5          |

## Cykling

### Landsväg
| Idrottare           | Gren                | Tid             | Placering       |
| ------------------- | ------------------- | --------------- | --------------- |
| Daniel Díaz         | Herrarnas linjelopp | Fullföljde inte | Fullföljde inte |
| Maximiliano Richeze | Herrarnas linjelopp | Fullföljde inte | Fullföljde inte |
| Eduardo Sepulveda   | Herrarnas linjelopp | 6:22:23         | 37              |
| Eduardo Sepulveda   | Herrarnas tempolopp | 1:19:07,84      | 26              |

### Mountainbike
| Idrottare    | Gren                   | Tid     | Placering |
| ------------ | ---------------------- | ------- | --------- |
| Catriel Soto | Herrarnas mountainbike | 1:42:01 | 25        |

### BMX
| Cyklist             | Gren          | Seeding  | Seeding   | Kvartsfinal | Kvartsfinal | Semifinal | Semifinal | Final            | Final            |
| Cyklist             | Gren          | Resultat | Placering | Poäng       | Placering   | Poäng     | Placering | Resultat         | Placering        |
| ------------------- | ------------- | -------- | --------- | ----------- | ----------- | --------- | --------- | ---------------- | ---------------- |
| Gonzalo Molina      | Herrarnas BMX | 36,860   | 29        | 10          | 4 Q         | 16        | 6         | Gick inte vidare | Gick inte vidare |
| María Gabriela Díaz | Damernas BMX  | 40,073   | 16        | i.u.        | i.u.        | 17        | 5         | Gick inte vidare | Gick inte vidare |

## Friidrott
Förkortningar
- Notera– Placeringar avser endast det specifika heatet.
- Q = Tog sig vidare till nästa omgång
- q = Tog sig vidare till nästa omgång som den snabbaste förloraren eller, i fältgrenarna, genom placering utan att nå kvalgränsen
- NR = Nationellt rekord
- N/A = Omgången fanns inte i grenen
- Bye = Idrottaren behövde inte tävla i omgången

Herrar
Bana och väg
| Idrottare            | Gren                 | Final    | Final     |
| Idrottare            | Gren                 | Resultat | Placering |
| -------------------- | -------------------- | -------- | --------- |
| Juan Manuel Cano     | Herrarnas 20 km gång | 1:27:27  | 51        |
| Federico Bruno       | Herrarnas maraton    | 2:40:05  | 137       |
| Mariano Mastromarino | Herrarnas maraton    | 2:18:44  | 53        |
| Luis Molina          | Herrarnas maraton    | 2:23:55  | 89        |

Fältgrenar
| Idrottare           | Gren                    | Kval     | Kval      | Final            | Final            |
| Idrottare           | Gren                    | Distans  | Placering | Distans          | Placering        |
| ------------------- | ----------------------- | -------- | --------- | ---------------- | ---------------- |
| Germán Chiaraviglio | Herrarnas stavhopp      | 5,70     | 7 q       | 5,50             | 11               |
| Germán Lauro        | Herrarnas kulstötning   | 19,89    | 19        | Gick inte vidare | Gick inte vidare |
| Braian Toledo       | Herrarnas spjutkastning | 81,96 SB | 12 q      | 79,81            | 10               |

Damer
Bana och väg
| Idrottare                    | Gren                        | Heat     | Heat      | Final            | Final            |
| Idrottare                    | Gren                        | Resultat | Placering | Resultat         | Placering        |
| ---------------------------- | --------------------------- | -------- | --------- | ---------------- | ---------------- |
| Belén Casetta                | Damernas 3 000 meter hinder | 9:51,85  | 16        | Gick inte vidare | Gick inte vidare |
| Viviana Chávez               | Damernas maraton            | i.u.     | i.u.      | 3:03:23          | 125              |
| Rosa Godoy                   | Damernas maraton            | i.u.     | i.u.      | 2:52:31          | 110              |
| María de los Ángeles Peralta | Damernas maraton            | i.u.     | i.u.      | Fullföljde inte  | Fullföljde inte  |

Fältgrenar
| Idrottare         | Gren                    | Kval    | Kval      | Final            | Final            |
| Idrottare         | Gren                    | Distans | Placering | Distans          | Placering        |
| ----------------- | ----------------------- | ------- | --------- | ---------------- | ---------------- |
| Rocío Comba       | Damernas diskuskastning | 54,44   | 27        | Gick inte vidare | Gick inte vidare |
| Jennifer Dahlgren | Damernas släggkastning  | 63,03   | 27        | Gick inte vidare | Gick inte vidare |

## Fäktning
| Idrottare                 | Gren           | Omgång 2          | Omgång 2            | Kvartsfinal       | Semifinal         | Final / BM        | Final / BM       |                  |
| Idrottare                 | Gren           | Motståndare Poäng | Motståndare Poäng   | Motståndare Poäng | Motståndare Poäng | Motståndare Poäng | Placering        |                  |
| ------------------------- | -------------- | ----------------- | ------------------- | ----------------- | ----------------- | ----------------- | ---------------- | ---------------- |
| María Belén Pérez Maurice | Damernas sabel | Bye               | Berder (FRA) L 6–15 | Gick inte vidare  | Gick inte vidare  | Gick inte vidare  | Gick inte vidare | Gick inte vidare |

## Golf
| Spelare         | Gren              | Runda 1 | Runda 2 | Runda 3 | Runda 4 | Totalt | Totalt | Totalt    |
| Spelare         | Gren              | Poäng   | Poäng   | Poäng   | Poäng   | Poäng  | Par    | Placering |
| --------------- | ----------------- | ------- | ------- | ------- | ------- | ------ | ------ | --------- |
| Emiliano Grillo | Herrarnas tävling | 70      | 69      | 68      | 70      | 277    | −7     | =8        |
| Fabián Gómez    | Herrarnas tävling | 70      | 67      | 73      | 69      | 279    | −5     | =15       |

## Gymnastik

### Artistisk
Herrar
| Gymnast         | Gren | Kval    | Kval    | Kval    | Kval    | Kval    | Kval    | Kval   | Kval      | Final            | Final            | Final            | Final            | Final            | Final            | Final            | Final            |
| Gymnast         | Gren | Redskap | Redskap | Redskap | Redskap | Redskap | Redskap | Totalt | Placering | Redskap          | Redskap          | Redskap          | Redskap          | Redskap          | Redskap          | Totalt           | Placerint        |
| Gymnast         | Gren | F       | PH      | R       | V       | PB      | HB      | Totalt | Placering | F                | PH               | R                | V                | PB               | HB               | Totalt           | Placerint        |
| --------------- | ---- | ------- | ------- | ------- | ------- | ------- | ------- | ------ | --------- | ---------------- | ---------------- | ---------------- | ---------------- | ---------------- | ---------------- | ---------------- | ---------------- |
| Nicolás Córdoba | Räck | i.u.    | i.u.    | i.u.    | i.u.    | i.u.    | 14,800  | 14,800 | 18        | Gick inte vidare | Gick inte vidare | Gick inte vidare | Gick inte vidare | Gick inte vidare | Gick inte vidare | Gick inte vidare | Gick inte vidare |

Damer
| Gymnast       | Gren                 | Kval    | Kval    | Kval    | Kval    | Kval   | Kval      | Final            | Final            | Final            | Final            | Final            | Final            |
| Gymnast       | Gren                 | Redskap | Redskap | Redskap | Redskap | Totalt | Placering | Redskap          | Redskap          | Redskap          | Redskap          | Totalt           | Placering        |
| Gymnast       | Gren                 | V       | UB      | BB      | F       | Totalt | Placering | V                | UB               | BB               | F                | Totalt           | Placering        |
| ------------- | -------------------- | ------- | ------- | ------- | ------- | ------ | --------- | ---------------- | ---------------- | ---------------- | ---------------- | ---------------- | ---------------- |
| Ailen Valente | Individuell mångkamp | 13,666  | 13,033  | 11,366  | 12,000  | 50,065 | 56        | Gick inte vidare | Gick inte vidare | Gick inte vidare | Gick inte vidare | Gick inte vidare | Gick inte vidare |

## Judo
| Idrottare        | Gren                            | Omgång 1             | Omgång 2              | Kvartsfinaler                    | Semifinaler                  | Återkval              | Final / BM           | Final / BM                |                  |
| Idrottare        | Gren                            | Motståndare Resultat | Motståndare Resultat  | Motståndare Resultat             | Motståndare Resultat         | Motståndare Resultat  | Motståndare Resultat | Placering                 |                  |
| ---------------- | ------------------------------- | -------------------- | --------------------- | -------------------------------- | ---------------------------- | --------------------- | -------------------- | ------------------------- | ---------------- |
| Emmanuel Lucenti | Herrarnas halv mellanvikt −81kg | Bye                  | Elias (LIB) W 010–000 | Valois-Fortier (CAN) L 010–010 S | Gick inte vidare             | Gick inte vidare      | Gick inte vidare     | Gick inte vidare          | Gick inte vidare |
| Paula Pareto     | Damernas extra lättvikt −48kg   | i.u.                 | Bye                   | Dolgova (RUS) W 102–000          | Csernoviczki (HUN) W 010–000 | Kondo (JPN) W 010–000 | Bye                  | Jeong B-k (KOR) W 010–000 | 1                |

## Kanotsport

### Sprint
| Kanotist                                                            | Gren                 | Heat     | Heat      | Semifinaler | Semifinaler | Final           | Final           |
| Kanotist                                                            | Gren                 | Tid      | Placering | Tid         | Placering   | Tid             | Placering       |
| ------------------------------------------------------------------- | -------------------- | -------- | --------- | ----------- | ----------- | --------------- | --------------- |
| Sabrina Ameghino                                                    | Damernas K-1 200 m   | 42,417   | 6 Q       | 41,934      | 6           | Did not advance | Did not advance |
| Sabrina Ameghino Alexandra Keresztesi Magdalena Garro Brenda Rojas  | Damernas K-4 500 m   | 1:37,645 | 7 Q       | 1:38,579    | 6 FB        | 1:41,394        | 13              |
| Rubén Voisard                                                       | Herrarnas K-1 200 m  | 35,491   | 6 Q       | 35,439      | 7 FB        | 38,061          | 16              |
| Daniel Dal Bo Juan Ignacio Cáceres Gonzalo Carreras Pablo de Torres | Herrarnas K-4 1000 m | 2:55,103 | 2 Q       | 3:00,952    | 6 FB        | 3:12,621        | 12              |

### Slalom
| Kanotist        | Gren          | Kval   | Kval      | Kval   | Kval      | Kval   | Kval      | Semifinal        | Semifinal        | Final            | Final            |
| Kanotist        | Gren          | Åk 1   | Placering | Åk 2   | Placering | Bästa  | Placering | Tid              | Placering        | Tid              | Placering        |
| --------------- | ------------- | ------ | --------- | ------ | --------- | ------ | --------- | ---------------- | ---------------- | ---------------- | ---------------- |
| Sebastián Rossi | Herrarnas C-1 | 108,81 | 13        | 155,70 | 18        | 108,81 | 17        | Gick inte vidare | Gick inte vidare | Gick inte vidare | Gick inte vidare |

## Konstsim
| Idrottare                  | Gren  | Teknisk omgång | Teknisk omgång | Fri omgång (inledande) | Fri omgång (inledande)    | Fri omgång (inledande) | Fri omgång (final) | Fri omgång (final)        | Fri omgång (final) |
| Idrottare                  | Gren  | Poäng          | Placering      | Poäng                  | Totalt (tekniskt + fritt) | Placering              | Poäng              | Totalt (tekniskt + fritt) | Placering          |
| -------------------------- | ----- | -------------- | -------------- | ---------------------- | ------------------------- | ---------------------- | ------------------ | ------------------------- | ------------------ |
| Etel Sánchez Sofía Sánchez | Duett | 79,8333        | 19             | 79,4829                | 159,3162                  | 19                     | Gick inte vidare   | Gick inte vidare          | Gick inte vidare   |

## Modern femkamp
| Idrottare       | Gren                 | Fäktning (värja en stöt) | Fäktning (värja en stöt) | Fäktning (värja en stöt) | Fäktning (värja en stöt) | Simning (200 m frisim) | Simning (200 m frisim) | Simning (200 m frisim) | Ridning (hoppning) | Ridning (hoppning) | Ridning (hoppning) | Kombinerat: skytte/löpning (10 m luftpistol)/(3200 m) | Kombinerat: skytte/löpning (10 m luftpistol)/(3200 m) | Kombinerat: skytte/löpning (10 m luftpistol)/(3200 m) | Totalpoäng | Slutlig placering |
| Idrottare       | Gren                 | RR                       | BR                       | Placering                | Poäng                    | Tid                    | Placering              | Poäng                  | Straff             | Placering          | Poäng              | Tid                                                   | Placering                                             | Poäng                                                 | Totalpoäng | Slutlig placering |
| --------------- | -------------------- | ------------------------ | ------------------------ | ------------------------ | ------------------------ | ---------------------- | ---------------------- | ---------------------- | ------------------ | ------------------ | ------------------ | ----------------------------------------------------- | ----------------------------------------------------- | ----------------------------------------------------- | ---------- | ----------------- |
| Emmanuel Zapata | Herrar, individuellt | 11–24                    | 0                        | 33                       | 166                      | 2:06,66                | 29                     | 320                    | 23                 | 22                 | 277                | 12:03,19                                              | 31                                                    | 577                                                   | 1340       | 30                |
| Iryna Khokhlova | Damer, individuellt  | 14–21                    | 0                        | 29                       | 184                      | 2:19,77                | 22                     | 281                    | 42                 | 25                 | 268                | 13:53,53                                              | 34                                                    | 467                                                   | 1200       | 28                |

## Ridsport

### Hoppning
| Ryttare                                                            | Häst          | Gren         | Kval     | Kval      | Kval             | Kval             | Kval             | Kval             | Kval             | Kval             | Final            | Final            | Final            | Final            | Final            | Totalt           | Totalt           |
| Ryttare                                                            | Häst          | Gren         | Omgång 1 | Omgång 1  | Omgång 2         | Omgång 2         | Omgång 2         | Omgång 3         | Omgång 3         | Omgång 3         | Omgång A         | Omgång A         | Omgång B         | Omgång B         | Omgång B         | Totalt           | Totalt           |
| Ryttare                                                            | Häst          | Gren         | Straff   | Placering | Straff           | Totalt           | Placering        | Straff           | Totalt           | Placering        | Straff           | Placering        | Straff           | Totalt           | Placering        | Straff           | Placering        |
| ------------------------------------------------------------------ | ------------- | ------------ | -------- | --------- | ---------------- | ---------------- | ---------------- | ---------------- | ---------------- | ---------------- | ---------------- | ---------------- | ---------------- | ---------------- | ---------------- | ---------------- | ---------------- |
| Matías Albarracín                                                  | Cannavaro     | Individuellt | 4        | =27 Q     | 1                | 5                | 26 Q             | 5                | 10               | 30 Q             | 1                | 14 Q             | 1                | 2                | 8                | 2                | 8                |
| José Maria Larocca                                                 | Cornet du Lys | Individuellt | 4        | =27 Q     | 8                | 12               | 46               | Gick inte vidare | Gick inte vidare | Gick inte vidare | Gick inte vidare | Gick inte vidare | Gick inte vidare | Gick inte vidare | Gick inte vidare | Gick inte vidare | Gick inte vidare |
| Bruno Passaro                                                      | Chicago       | Individuellt | 47 #     | 68        | Gick inte vidare | Gick inte vidare | Gick inte vidare | Gick inte vidare | Gick inte vidare | Gick inte vidare | Gick inte vidare | Gick inte vidare | Gick inte vidare | Gick inte vidare | Gick inte vidare | Gick inte vidare | Gick inte vidare |
| Ramiro Quintana                                                    | Whitney       | Individuellt | 7        | =52 Q     | 1                | 8                | 30 Q             | 10               | 18               | 40               | Gick inte vidare | Gick inte vidare | Gick inte vidare | Gick inte vidare | Gick inte vidare | Gick inte vidare | Gick inte vidare |
| Matías Albarracín José Maria Larocca Bruno Passaro Ramiro Quintana | Se ovan       | Lag          | 15       | 13        | 10               | i.u.             | 10               | Gick inte vidare | Gick inte vidare | Gick inte vidare | i.u.             | i.u.             | i.u.             | i.u.             | i.u.             | 25               | 10               |

## Rodd
| Roddare       | Gren                    | Heat    | Heat      | Återkval | Återkval  | Kvartsfinal | Kvartsfinal | Semifinal | Semifinal | Final   | Final     |
| Roddare       | Gren                    | Tid     | Placering | Tid      | Placering | Tid         | Placering   | Tid       | Placering | Tid     | Placering |
| ------------- | ----------------------- | ------- | --------- | -------- | --------- | ----------- | ----------- | --------- | --------- | ------- | --------- |
| Brian Rosso   | Herrarnas singelsculler | 7:22,69 | 3 QF      | Bye      | Bye       | 7:03,23     | 4 SC/D      | 7:24,65   | 2 FC      | 6:58,58 | 15        |
| Lucia Palermo | Damernas singelsculler  | 8:47,01 | 4 R       | 8:00,59  | 2 QF      | 7:56,61     | 6 SC/D      | 8:15,42   | 3 FC      | 7:50,59 | 17        |

## Segling
Herrar
| Idrottare                         | Gren                | Lopp | Lopp | Lopp | Lopp | Lopp | Lopp | Lopp | Lopp | Lopp | Lopp | Lopp | Lopp | Lopp | Nettopoäng | Slutlig placering |
| Idrottare                         | Gren                | 1    | 2    | 3    | 4    | 5    | 6    | 7    | 8    | 9    | 10   | 11   | 12   | M*   | Nettopoäng | Slutlig placering |
| --------------------------------- | ------------------- | ---- | ---- | ---- | ---- | ---- | ---- | ---- | ---- | ---- | ---- | ---- | ---- | ---- | ---------- | ----------------- |
| Bautista Saubidet Birkner         | Herrarnas RS:X      | 20   | 16   | 19   | 17   | 12   | 23   | 14   | 25   | 24   | 18   | 29   | 22   | EL   | 210        | 21                |
| Julio Alsogaray                   | Herrarnas laser     | 4    | 2    | 14   | 1    | 24   | 47   | 12   | 16   | 14   | 20   | i.u. | i.u. | 22   | 129        | 10                |
| Facundo Olezza                    | Herrarnas finnjolle | 1    | 9    | 19   | 18   | 16   | 21   | 10   | 6    | 1    | 7    | i.u. | i.u. | 14   | 101        | 9                 |
| Lucas Calabrese Juan de la Fuente | Herrarnas 470       | 17   | 14   | 11   | 11   | 17   | 12   | 15   | 17   | 5    | 27   | i.u. | i.u. | EL   | 129        | 16                |
| Klaus Lange Yago Lange            | Herrarnas 49er      | 11   | 7    | 6    | 16   | 12   | 16   | 21   | 2    | 2    | 11   | 3    | 11   | 14   | 111        | 7                 |

Damer
| Idrottare                          | Gren                  | Lopp | Lopp | Lopp | Lopp | Lopp | Lopp | Lopp | Lopp | Lopp | Lopp | Lopp | Lopp | Lopp | Nettopoäng | Slutlig placering |
| Idrottare                          | Gren                  | 1    | 2    | 3    | 4    | 5    | 6    | 7    | 8    | 9    | 10   | 11   | 12   | M*   | Nettopoäng | Slutlig placering |
| ---------------------------------- | --------------------- | ---- | ---- | ---- | ---- | ---- | ---- | ---- | ---- | ---- | ---- | ---- | ---- | ---- | ---------- | ----------------- |
| María Celia Tejerina               | Damernas RS:X         | 21   | 12   | 16   | 17   | 21   | 19   | 16   | 16   | 24   | 27   | 23   | 21   | EL   | 206        | 21                |
| Lucía Falasca                      | Damernas laser radial | 7    | 11   | 19   | 15   | 20   | 22   | 1    | 15   | 3    | 25   | i.u. | i.u. | EL   | 113        | 11                |
| María Sol Branz Victoria Travascio | Damernas 49erFX       | 14   | 20   | 13   | 9    | 19   | 12   | 7    | 11   | 10   | 4    | 11   | 19   | EL   | 129        | 13                |

Mixed
| Idrottare                              | Gren     | Lopp | Lopp | Lopp | Lopp | Lopp | Lopp | Lopp | Lopp | Lopp | Lopp | Lopp | Lopp | Lopp | Nettopoäng | Slutlig placering |
| Idrottare                              | Gren     | 1    | 2    | 3    | 4    | 5    | 6    | 7    | 8    | 9    | 10   | 11   | 12   | M*   | Nettopoäng | Slutlig placering |
| -------------------------------------- | -------- | ---- | ---- | ---- | ---- | ---- | ---- | ---- | ---- | ---- | ---- | ---- | ---- | ---- | ---------- | ----------------- |
| Santiago Lange Cecilia Carranza Saroli | Nacra 17 | 11   | 2    | 13   | 2    | 12   | 6    | 1    | 6    | 9    | 21   | 2    | 1    | 6    | 77         | 1                 |

## Simning
| Simmare          | Gren                      | Heat     | Heat      | Semifinal        | Semifinal        | Final            | Final            |
| Simmare          | Gren                      | Tid      | Placering | Tid              | Placering        | Tid              | Placering        |
| ---------------- | ------------------------- | -------- | --------- | ---------------- | ---------------- | ---------------- | ---------------- |
| Federico Grabich | Herrarnas 50 m frisim     | 22,44    | 31        | Gick inte vidare | Gick inte vidare | Gick inte vidare | Gick inte vidare |
| Federico Grabich | Herrarnas 100 m frisim    | 48,78    | 22        | Gick inte vidare | Gick inte vidare | Gick inte vidare | Gick inte vidare |
| Federico Grabich | Herrarnas 200 m frisim    | 1.47,41  | 22        | Gick inte vidare | Gick inte vidare | Gick inte vidare | Gick inte vidare |
| Santiago Grassi  | Herrarnas 100 m fjärilsim | 52,56    | 24        | Gick inte vidare | Gick inte vidare | Gick inte vidare | Gick inte vidare |
| Martín Naidich   | Herrarnas 400 m frisim    | 3.54,58  | 39        | i.u.             | i.u.             | Gick inte vidare | Gick inte vidare |
| Martín Naidich   | Herrarnas 1 500 m frisim  | 15.39,93 | 43        | i.u.             | i.u.             | Gick inte vidare | Gick inte vidare |
| Virginia Bardach | Damernas 200 m fjärilsim  | 2.13,58  | 26        | Gick inte vidare | Gick inte vidare | Gick inte vidare | Gick inte vidare |
| Virginia Bardach | Damernas 200 m medley     | 2.17,94  | 37        | Gick inte vidare | Gick inte vidare | Gick inte vidare | Gick inte vidare |
| Virginia Bardach | Damernas 400 m medley     | 4.49,69  | 31        | i.u.             | i.u.             | Gick inte vidare | Gick inte vidare |
| Julia Sebastián  | Damernas 200 m bröstsim   | 2.27,98  | 21        | Gick inte vidare | Gick inte vidare | Gick inte vidare | Gick inte vidare |

## Tennis
| Spelare                               | Gren       | Omgång 1                            | Omgång 2                          | Åttondelsfinaler                    | Kvartsfinaler                       | Semifinaler                      | Final / BM                        | Final / BM       |
| Spelare                               | Gren       | Motståndare Poäng                   | Motståndare Poäng                 | Motståndare Poäng                   | Motståndare Poäng                   | Motståndare Poäng                | Motståndare Poäng                 | Placering        |
| ------------------------------------- | ---------- | ----------------------------------- | --------------------------------- | ----------------------------------- | ----------------------------------- | -------------------------------- | --------------------------------- | ---------------- |
| Juan Martín del Potro                 | Herrsingel | Djokovic (SRB) W 7–6(7–4), 7–6(7–2) | Sousa (POR) W 6–3, 1–6, 6–3       | Daniel (JPN) W 6–7(4–7), 6–1, 6–2   | Bautista Agut (ESP) W 7–5, 7–6(7–4) | Nadal (ESP) W 5–7, 6–4, 7–6(7–5) | Murray (GBR) L 5–7, 6–4, 2–6, 5–7 | 2                |
| Federico Delbonis                     | Herrsingel | Nadal (ESP) L 2–6, 1–6              | Gick inte vidare                  | Gick inte vidare                    | Gick inte vidare                    | Gick inte vidare                 | Gick inte vidare                  | Gick inte vidare |
| Juan Mónaco                           | Herrsingel | Bašić (BIH) W 6–2, 6–2              | Murray (GBR) L 3–6, 1–6           | Gick inte vidare                    | Gick inte vidare                    | Gick inte vidare                 | Gick inte vidare                  | Gick inte vidare |
| Guido Pella                           | Herrsingel | Kohlschreiber (GER) L 6–4, 1–6, 2–6 | Gick inte vidare                  | Gick inte vidare                    | Gick inte vidare                    | Gick inte vidare                 | Gick inte vidare                  | Gick inte vidare |
| Federico Delbonis Guillermo Durán     | Herrdubbel | i.u.                                | Mergea / Tecău (ROU) L 3–6, 2–6   | Gick inte vidare                    | Gick inte vidare                    | Gick inte vidare                 | Gick inte vidare                  | Gick inte vidare |
| Juan Martín del Potro Máximo González | Herrdubbel | i.u.                                | Guccione / Peers (AUS) W 6–4, 7–5 | López / Nadal (ESP) L 3–6, 7–5, 2–6 | Gick inte vidare                    | Gick inte vidare                 | Gick inte vidare                  | Gick inte vidare |

## Triathlon
| Idrottare         | Gren                | Simning (1,5 km) | T1   | Cykling (40 km) | T2   | Löpning (10 km) | Totaltid | Placering |
| ----------------- | ------------------- | ---------------- | ---- | --------------- | ---- | --------------- | -------- | --------- |
| Luciano Taccone   | Herrarnas triathlon | 19:23            | 0:55 | 59:56           | 0:41 | 34:35           | 1:55:30  | 48        |
| Gonzalo Tellechea | Herrarnas triathlon | 18:42            | 0:49 | 59:08           | 0:41 | 34:23           | 1:53:43  | 45        |